# Mirko Amenta
Mirko Amenta (Ragusa, 8 maggio 1991) è un rugbista a 15 italiano, attivo nel ruolo di terza linea centro nel Reggio Emilia.

## Biografia
Cresciuto a Ragusa, nel 2009 fu selezionato per l'Accademia Nazionale di Tirrenia e si trasferì a Viadana.
A maggio 2010 esordì in Serie A2 con il San Gregorio Rugby. Confermato in rosa per la stagione successiva in Serie A1, venne convocato in nazionale Under-20.
Nel 2012 Amenta fu ingaggiato dalla nuova franchigia emiliana Crociati; già nella stagione successiva passa alla sezione rugbistica delle Fiamme Oro con cui conquista il Trofeo Eccellenza. Nel 2015 viene convocato in Italia Emergenti e disputa la Tbilisi Cup 2015.
Con la maglia cremisi diventa sempre più un punto di riferimento tanto che alla fine della stagione 2016-17 viene convocato nuovamente in Nazionale Emergenti per disputare la Nations Cup 2017 in Uruguay. A settembre 2017 viene nominato capitano delle Fiamme Oro. La stagione 2017-18 si rivela trionfante, la squadra raggiunge le semifinali scudetto ma deve arrendersi ai futuri campioni del Petrarca. A campionato concluso Amenta dichiara, dopo cinque anni, di voler lasciare il gruppo sportivo della Polizia per avvicinarsi alla famiglia in Sicilia anche a costo di lasciare il campo di gioco, tuttavia durante l'estate la nuova società del Valorugby si accorda con il giocatore che si trasferisce in Emilia suscitando malumori in casa cremisi.
Con la maglia dei diavoli conquista dapprima la Coppa Italia, marcando due mete in finale con il Valsugana, e poi ottenendo la qualificazione ai play-off scudetto.

## Palmarès
- Coppe Italia: 2
Fiamme Oro: 2013-14
Valorugby Emilia: 2018-19